# Latarnia morska Pilsum
Latarnia morska Pilsum (niem. Pilsumer Leuchtturm) – niemiecka latarnia morska na wybrzeżu Morza Północnego, w pobliżu wsi Pilsum w gminie Krummhörn. Latarnia jest jednym z najbardziej rozpoznawalnych obiektów Fryzji Wschodniej. 

## Historia
Latarnia została zaprojektowana w 1883, jako jedna z pięciu w ramach niemiecko-holenderskiej inicjatywy mającej na celu oznaczenie toru wodnego w pobliżu ujścia rzeki Ems. Budowę latarni Pilsum ukończono w 1889 lub 1890. Wszystkie pięć latarni morskich uruchomiono jednocześnie 1 października 1891, a do każdej z nich był przypisany odcinek drogi wodnej między Morzem Północnym a Emden, który obsługiwała. W przypadku latarni Pilsum był to długi na ok. pięć kilometrów i szeroki na ok. 600 m tor wodny między Borkum i Emden. Pozostałymi latarniami wybudowanymi w ramach projektu były:
- Mała latarnia morska Borkum (Kleiner Leuchtturm Borkum, niemiecka)
- Latarnia morska Campen (Leuchtturm Campen, niemiecka)
- Latarnia morska Watum (holenderska, zniszczona podczas II wojny światowej)
- Latarnia morska Delfzijl (holenderska, także zniszczona).

Latarnia była wykorzystywana do czerwca 1915 w nawigacji na Ems. Wygaszono ją wtedy ze względu na I wojnę światową, by utrudnić nawigację nieprzyjacielskim okrętom. Ostatecznie wyłączono ją w październiku 1919 ze względu na zapiaszczenie i w konsekwencji zmianę przebiegu drogi wodnej. Po wyłączeniu urządzeń budynek służył do różnych celów i przechodził z rąk do rąk, a jego stan techniczny pogarszał się. Jesienią 1972 rozważano nawet rozbiórkę obiektu. Wiosną 1973 zdecydowano się jednak na kapitalny remont latarni, podczas którego uzyskała charakterystyczne czerwono-żółto-czerwone malowanie. Nietypowa kolorystyka miała zaznaczyć, że latarnia jest nieczynna. Od 1998 właścicielem i administratorem obiektu jest spółka wodna z Krummhörn (Deichacht Krummhörn).
Latarnię morską Pilsum spopularyzowało kilka filmów, przede wszystkim komedia Otto Der Außerfriesische Otto Waalkesa. W filmie latarnia jest mieszkaniem Ottona. Latarnia jest także miejscem akcji nakręconego w 2003 odcinka Sonne und Sturm (Słońce i burza) serialu Tatort, z Marią Furtwängler w roli komisarz Charlotte Lindholm. Fikcyjna miejscowość Nordersiel jest pobliskim Greetsiel.
W latarni mieści się punkt pomiaru fal i pływów. W wyznaczonych godzinach jest możliwe zwiedzanie z przewodnikiem. Jest także popularnym miejscem ślubów.

## Konstrukcja
Budowę obiektu powierzono przedsiębiorstwu Gutehoffnungshütte. Budowla jest wysoka na 11 metrów i liczy 4,4 m średnicy po obrysie. Stalowa konstrukcja nośna jest kryta nitowaną blachą. Pod miedzianym dachem laterny umieszczono liczne wywietrzniki, gdyż światła dostarczała jeszcze lampa naftowa.